# Cuadecuc, vampir
Cuadecuc, vampir es una película documental española, dirigida por Pere Portabella en el año 1970

## Argumento
En los años 70, el director madrileño Jess Franco rodaba una versión española de El conde Drácula, protagonizada por Christopher Lee. Un hecho que otro cineasta, el catalán Pere Portabella, aprovechó para filmar un documental a modo de making of sobre la película de su compañero. Inspirándose en las tomas originales y los terroríficos decorados, Portabella da su propia visión del mito de Drácula, apartándose del cine oficial del franquismo y optando por un vanguardismo prohibido en España.
Vampir-Cuadecuc es un ejemplo primitivo de los actuales making of, un documental que trasciende la realidad para explorar caminos ficcionados y un filme clave a la hora de entender la diferencia entre el cine oficial franquista y el clandestino, nunca estrenado en España. El cineasta Pere Portabella partió de la película El conde Drácula, dirigida por Jess Franco, para reflexionar sobre el cine de la época, pero también utilizó las tomas de los actores para transformarlas en imágenes renovadas que dieran al público una nueva visión del mito de Drácula.
El resultado es un documental que recuerda a la estética de Nosferatu y Vampyr, —de Murnau y Dreyer respectivamente— con una atmósfera misteriosa que sólo se ve alterada por la banda sonora. Portabella no superó la censura franquista y se vio obligado a estrenar su película más vanguardista en el extranjero. Pues bien, 38 años después de su rodaje y con el éxito de El silencio antes de Bach aún presente, el realizador, por fin, estrena en España una de sus obras más polémicas.
En 2012 Ricard Carbonell realiza un montaje entre ambas películas en el cortometraje documental "Dracula vs. Vampir", estrenado en el Festival de Cine de Sitges 2012.